# Seong Jeong-a
Seong Jeong-a (성정아?; 25 dicembre 1965) è un'ex cestista sudcoreana.

## Carriera
Con la Corea del Sud ha disputato due Olimpiadi (1984, 1988) e due Campionati del mondo (1986, 1990).